# Rijksweg 11
Der niederländische Rijksweg 11 ist eine 21 km lange Autostraße. Sie beginnt in Zoeterwoude-Rijndijk in der Nähe von Leiden und führt an Alphen aan den Rijn vorbei bis zum Knooppunt Bodegraven, wo sie in den Rijksweg 12 übergeht. Die N11 bildet somit eine direkte Verbindung von der A4 zur A12.

## Geschichte

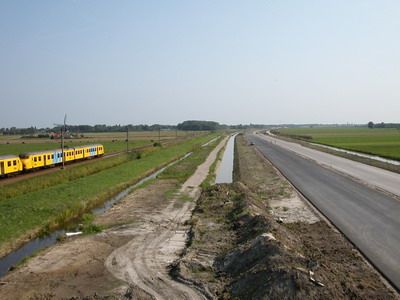
Bau der N11 2003

Bereits im Jahre 1980 wurde der Bau einer Autobahn (A11) zwischen Leiden und Bodegraven beschlossen. Aufgrund von Umweltbedenken und Problemen bei der Planung wurde dieses Vorhaben aber letztlich nicht umgesetzt.
Am 27. Januar 2000 wurde der erste Teil der N11 zwischen Zoeterwoude und Alphen aan den Rijn unter kuriosen Umständen für den Verkehr freigegeben. Zwar war die Straße vierspurig mit zwei Fahrstreifen für jede Richtung realisiert worden, in den früheren Nutzungsplänen war aber nur eine zweispurige Straße vorgesehen. Durch diesen Verfahrensfehler wurde die N11 zunächst nur zweispurig freigegeben und ein Fahrstreifen in jede Richtung blieb zunächst bis Mitte des Jahres 2000 gesperrt.
Der Abschnitt zwischen Alphen aan den Rijn und Bodegraven wurde am 15. Mai 2004 mit ebenfalls vier Fahrstreifen, aber noch nicht kreuzungsfrei, eröffnet. Im Jahr 2010 veröffentlichte die Rijkswaterstaat die Planungen für einen Umbau der N11, um den Status als Autostraße zu erhalten. Ende 2011 wurde die kreuzungsfreie Anschlussstelle Alphen aan den Rijn-Oost fertig gestellt. 2013 begannen die Arbeiten an dem Ausbau des Alphen-aquaduct zur Beschleunigung des Verkehrsflusses und dem Bau der Anschlussstelle Alphen aan den Rijn-Centrum. Offizielle Fertigstellung war am 2. Juli 2014.